# جزیره فرعون
جزیره فرعون (عربی: جزيرة فرعون)، جزیره در شمال خلیج عقبه و در ۳۰۰ متری ساحل صحرای سینا است.

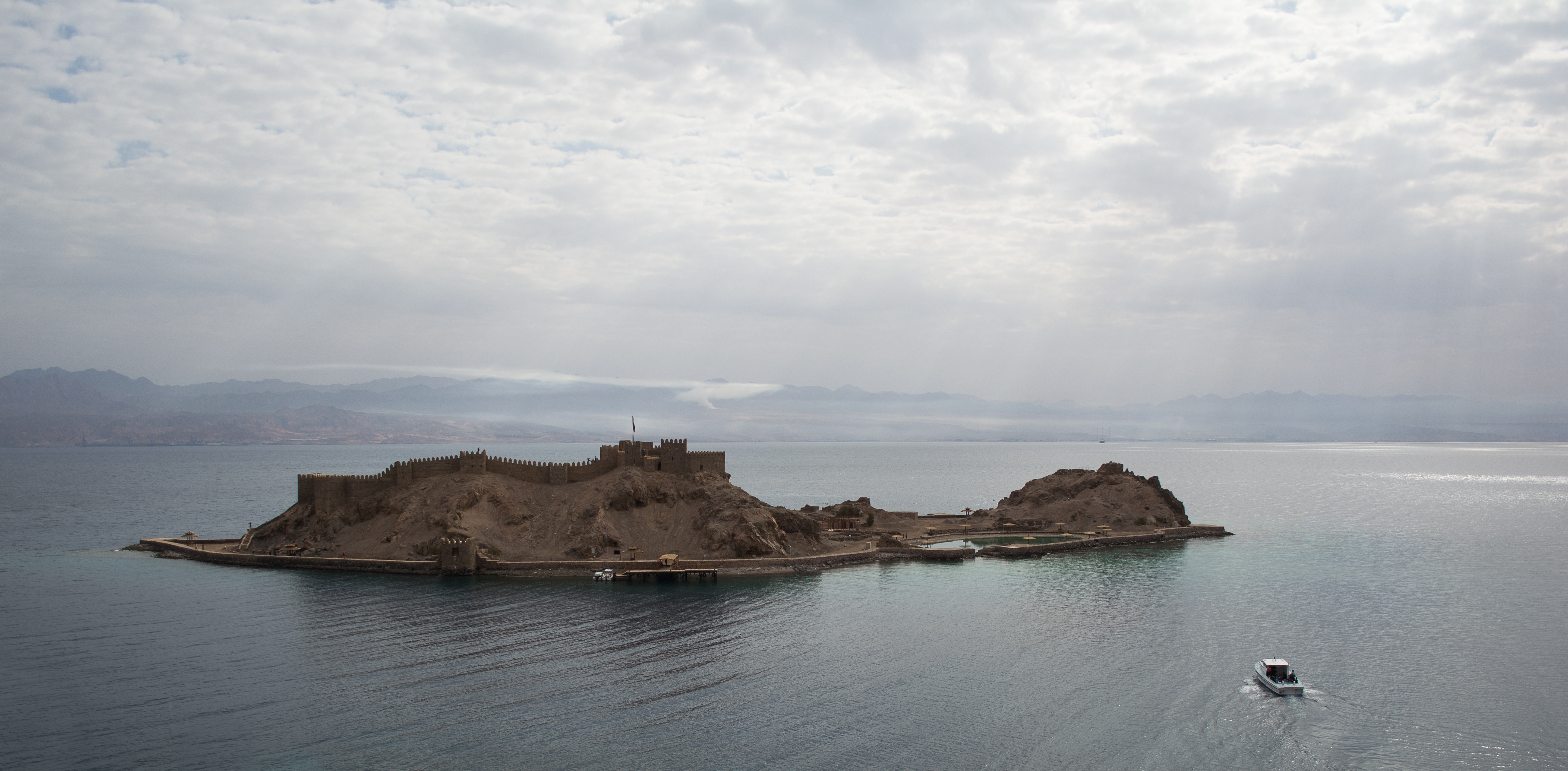
قلعه صلبیون در جزیره فرعون